# Port d'Erta
El Port d'Erta és un coll a 2.465,3 m d'altitud situat en el límit dels termes municipals de Sarroca de Bellera (antic terme de Benés) i de la Vall de Boí (antic terme de Barruera).
Està situat a llevant de la Pica Cerví de Durro, al sud-oest del Pas de Llevata, just al lloc on arriben els aparells remuntadors de l'Estació d'esquí Boí-Taüll.